# 阿姆斯托夫
阿姆斯托夫是德国下萨克森州的一个市镇。总面积39.75平方公里，总人口614人，其中男性325人，女性289人（2011年12月31日），人口密度15人/平方公里。